# Новый Дубок
Новый Дубок (бел. Новы Дубок) — деревня в Червенского района Минской области. Входит в состав Колодежского сельсовета.

## География
Располагается в 11 километрах к северо-востоку от райцентра, в 72 км от Минска, в 2,15 км севернее автодороги Минск—Могилёв (по прямой), в 0,5 км от агрогородка Любишино.

## История
В XVI веке упоминается как деревня Дубок, относившаяся к имению Игумен, в то время принадлежавшему Брячинскому, на территории Минского воеводства ВКЛ. В 1594 году упоминается в материалах копного суда. На 1701 год принадлежала Виленской капитуле и насчитывала 13 дворов. В результате II раздела Речи Посполитой 1793 года вошла в состав Российской империи. На 1799 год деревня в составе Игуменского уезда Минской губернии, принадлежавшая Г. Шевичу и насчитывавшая 22 двора и 194 жителя. На 1848 год входила в состав принадлежавшего роду Шевичей имения Ивановск. В 1858 году здесь проживали 29 человек. На 1870 год деревня насчитывала 14 душ мужского пола. На 1885 год входила в состав Юровичской волости. Согласно Переписи населения Российской империи 1897 года упоминается как корчма, где был 1 двор, проживали 7 человек. В начале 1910-х передана в состав Хуторской волости. 20 августа 1924 года деревня, упоминаемая под названием Поддубье, включена в состав вновь образованного Колодежского сельсовета Червенского района Минского округа (с 20 февраля 1938 года — Минской области). Согласно Переписи населения СССР 1926 года насчитывалось 5 дворов, проживали 27 человек. Во время Великой Отечественной войны 6 жителей деревни не вернулись с фронта. На 1960 год деревня Новый Дубок, здесь проживали 37 человек. В 1980-е годы относилась к хозяйству экспериментальной базы «Натальевск». На 1997 год насчитывалось 8 домов, жили 13 человек. На 2013 год 2 круглогодично жилых дома, 2 постоянных жителя.

## Население
- 1701 — 13 дворов
- 1799 — 22 двора, 194 жителя
- 1858 — 29 жителей
- 1870 — 14 мужчин
- 1897 — 1 двор, 7 жителей
- 1926 — 5 дворов, 27 жителей
- 1960 — 37 жителей
- 1997 — 8 дворов, 13 жителей
- 2013 — 2 двора, 2 жителя